# Раджендра I
Радже́ндра Чола I (там. ராசேந்திர சோழன்) — индийский князь, наиболее могущественный среди правителей государства Чола (1014 или 1016—1044). В 1012—1014 годах был соправителем своего отца Раджараджи I.
Вёл успешные войны с Западными Чалукьями, завершил завоевание Цейлона (Шри-Ланка), начатое отцом, государств Пандья и Керала, совершил морские экспедиции против государства Шривиджая (в Малайю и на Суматру). Перенёс столицу из Танджура в Гангаикондачолапурам (современный Удайярпалайям).

## Правление

Государство Чола при Раджендре (фиолетовый) и зависимые территории (розовый)

Раджараджа Чола I и Раджендра Чола I были величайшими правителями династии Чола, распространяя её влияние за традиционные пределы тамильского королевства.
Раджендра I покорил Одишу, затем армия продолжила путь дальше на север и разбила силы династии Пала в Бенгалии, и достигла реки Ганг на севере Индии. Он построил новую столицу Гангайкондачолапурам ("Город Чолы, овладевшего Гангом") в честь побед в северной Индии. Раджендра I успешно вторгся в государство Шривиджая в Юго-Восточной Азии, что привело к их упадку. Он также завершил завоевание острова Шри-Ланка и взял в плен сингальского правителя Махинду V, в дополнение к завоеванию Раттапади (территории Раштракутов, страны Чалукья, Талаккада и Колар, где в храме Коларамма до сих пор хранится его портретная статуя) в стране Каннара.
Территории Раджендры включали территорию, попадающую в бассейн Ганга-Хугли-Дамодара, а также Шри-Ланку и Мальдивы. Государства вдоль восточного побережья Индии вплоть до реки Ганг признавались вассалами Чола. В этот период также были отправлены три дипломатических миссии в Китай в 1016, 1033 и 1077 годах.
На своём пике империя Чола простиралась от острова Шри-Ланка на юге до бассейна реки Годавари-Кришна на севере, до побережья Конкан в Бхаткале, всего Малабарского побережья вместе с островами Лакшадвипу, Мальдивы и обширные районы страны Чера.